# Liste des plus anciennes églises du monde
Cet article répertorie certaines des plus anciennes églises du monde. Dans la plupart des cas, les bâtiments listés ici ont été reconstruits en plusieurs fois et seulement des fragments de l'édifice original ont survécu. Ces églises subsistantes, c'est-à-dire pas réduites à leur existence archéologique ou à l'état de ruines, ont abrité les premières communautés chrétiennes de l'Antiquité. Les dates sont approximatives et correspondent aux premières célébrations de messes connues. Selon l'Encyclopédie catholique, la célébration de la Cène, à Jérusalem, a été la « première église chrétienne », au sens étymologique du terme (ecclesia, « assemblée »). Cet article ne recense que les édifices au sens d'églises avec un é minuscule.
L'Église de Perse aurait été fondée par l'apôtre Thomas. La plus ancienne église se trouve en Iran : il s'agit de l'église arménienne Saint-Thaddée, construite en 66 (avant l'invasion arabe, la moitié de la population de l'Iran était de confession chrétienne).
Le domus ecclesiae de Doura Europos, en Syrie, est le plus ancien vestige d'église au monde. La plus ancienne église connue spécifiquement construite à dessein serait celle d'Aqaba. Plusieurs auteurs ont cité la cathédrale Sainte-Etchmiadzin, cathédrale mère d'Arménie comme la plus ancienne église toujours en usage aujourd'hui,,,,.

## Afrique
| Bâtiment                    | Image | Emplacement     | Pays     | Date       | Dénomination          | Notes |
| --------------------------- | ----- | --------------- | -------- | ---------- | --------------------- | --- |
| Monastère Saint-Antoine     |       | Désert Arabique | Égypte   | 356        | Copte orthodoxe       | Partiellement détruite au XIe siècle et reconstruite ; très peu de la structure d'origine subsiste.                                                     |
| Église Sainte-Marie-de-Sion |       | Aksoum          | Éthiopie | IVe siècle | Orthodoxe éthiopienne | Construite à l'origine au IVe siècle, elle a été reconstruite plusieurs fois, le plus récemment au XVIIe siècle, sous le règne de l'empereur Fasilidès. |

## Asie
| Bâtiment                                                    | Image | Emplacement             | Pays                                       | Date                                             | Dénomination                       | Notes |
| ----------------------------------------------------------- | ----- | ----------------------- | ------------------------------------------ | ------------------------------------------------ | ---------------------------------- | --- |
| Domus ecclesiae de Doura Europos                            |       | Dura-Europos            | Syrie                                      | 241                                              | Christianisme primitif             | Chapelle dans une maison particulière. Plusieurs murs encore debout présentent les plus anciennes représentations de Jésus connues. Large baptistère. On a retrouvé des parchemins en hébreu avec des prières eucharistiques évoquant le Didachè. |
| Église de Megiddo                                           |       | Village près de Megiddo | Israël                                     | fin du IIIe siècle                               | Christianisme primitif             | Ruines découvertes dans la cour d'une prison en 2005, dont une mosaïque avec des symboles paléo-chrétiens. |
| Église d'Aqaba                                              |       | Aqaba                   | Jordanie                                   | fin du IIIe siècle                               | Christianisme primitif             | Ruines d'une basilique excavées en 1988. Un des premiers édifices connus construits comme une église chrétienne. |
| Sainte-Etchmiadzin                                          |       | Etchmiadzin             | Arménie                                    | 301 (tradition) église actuelle fin du Ve siècle | Apostolique arménienne             | Première cathédrale (mais pas première église) du Royaume d'Arménie de l'antiquité. |
| Maaloula                                                    |       | Maaloula                | Syrie                                      | IVe siècle                                       | Catholique syriaque                | Construit sur un temple païen, il pourrait avoir accueilli le Premier concile de Nicée en 325. Possède un autel de forme circulaire. En péril de destruction par les ravages de la Guerre civile syrienne.                                        |
| Cathédrale de Saint-Constantin & Cathédrale de Saint-Hélène |       | Yabroud                 | Syrie                                      | 326                                              | Catholique syriaque                | Construite sur un temple païen au dieu des cieux phénicien Baalshamin, est consacrée comme église par sainte Hélène lors de son retour de Jérusalem. En péril de destruction par les ravages de la Guerre civile syrienne.                        |
| Église du Saint-Sépulcre                                    |       | Jérusalem               | Voir l'article Conflit israélo-palestinien | 335                                              | Simultaneum                        | Construit en 335, presque détruit en 1009, reconstruit en 1038. |
| Basilique de la Nativité                                    |       | Bethléem                | Palestine                                  | 339                                              | Simultaneum                        | Construit par Constantin Ier et sa mère Hélène sur le lieu supposé de l'étable de la naissance de Jésus. |
| Monastère de Saint-Matthieu                                 |       | Mont Alfaf              | Irak                                       | 363                                              | Syriaque orthodoxe                 | Construit et reconstruit au cours des siècles. |
| Basilique Kasagh                                            |       | Aparan                  | Arménie                                    | IVe ou Ve siècle                                 | Apostolique arménienne             | Édifice original avec des restes substantiels. |
| Monastère de Saint-Gabriel                                  |       | Midyat                  | Turquie                                    | 397                                              | Syriaque orthodoxe                 | Construit sur les ruines d'un temple païen assyrien. |
| Église de Jubail                                            |       | Al-Jubail               | Arabie saoudite                            | IVe siècle                                       | Apostolique assyrienne de l'Orient | Découverte en 1980. |
| Église de Saint-Pierre                                      |       | Antioche                | Turquie                                    | IVe ou Ve siècle                                 | Syriaque orthodoxe                 | Église d'Antioche troglodyte, où aurait siégé l'apôtre Pierre, évêque d'Antioche. |

## Europe
| Bâtiment                                        | Image | Emplacement              | Pays      | Date               | Dénomination                    | Notes |
| ----------------------------------------------- | ----- | ------------------------ | --------- | ------------------ | ------------------------------- | --- |
| Cathédrale Saint-Domnius                        |       | Split                    | Croatie   | 295–305            | Catholique romaine              | Construit comme mausolée de l'empereur Dioclétien. Consacré en 641.                                             |
| Église Saint-Georges                            |       | Thessalonique            | Grèce     | 306                | Église orthodoxe                | Bien que l'Église orthodoxe y célèbre encore certaines fêtes, Saint-Georges est un musée de Galère.             |
| Basilique Santi Cosma e Damiano                 |       | Rome                     | Italie    | 309                | Catholique romaine              | Sur une basilique du Forum de Rome.                                                                             |
| Basilique Sainte-Sophie                         |       | Sofia                    | Bulgarie  | 313                | Église orthodoxe                | Construit près de l'Amphithéâtre de Serdica. A accueilli le Concile de Sardique en 316.                         |
| Basilique de la Panaghia Katapoliani            |       | Parikia                  | Grèce     | 313-326            | Église orthodoxe                | Complexe byzantin aussi connu sous le surnom de l'« église aux cent portes ».                                   |
| Monastère Stavrovouni                           |       | Larnaca                  | Chypre    | 327–329            | Église orthodoxe                | Prétend posséder une relique de la Sainte Croix offerte par sainte Hélène (mère de Constantin)                  |
| Basilique Saint-Pierre                          |       | Vatican                  | Vatican   | 333                | Catholique romaine              | Totalement reconstruite à la Renaissance sur la basilique de Saint-Pierre.                                      |
| Basilique Sainte-Marie-du-Trastevere            |       | Rome                     | Italie    | 340                | Catholique romaine              | Aurait été fondée par le pape Calixte Ier au IIIe siècle.                                                       |
| Cathédrale Saint-Pierre                         |       | Trèves                   | Allemagne | 340                | Catholique romaine              | Plus vieille cathédrale d'Allemagne, fondée par l'évêque Maximin de Trêves.                                     |
| Basilique Saint-Laurent de Milan                |       | Milan                    | Italie    | 364                | Catholique romaine              | Inspiré de la basilique Sainte-Sophie de Constantinople.                                                        |
| Basilique de Saint-Simplicien                   |       | Milan                    | Italie    | 374                | Catholique romaine              | Les murs de la basilique, ainsi que des fenêtres, dateraient du IVe siècle.                                     |
| Basilique Saint-Pierre-aux-Nonnains             |       | Metz                     | France    | 380                | Catholique romaine              | L'édifice faisait partie des thermes romains, transformé en monastère bénédictin au VIIe siècle.                |
| Basilique Saint-Nazaire de Brolo                |       | Milan                    | Italie    | 382                | Catholique romaine              | Une des plus anciennes églises en croix latine.                                                                 |
| Basilique Saint-Paul-hors-les-Murs              |       | Rome                     | Italie    | 386                | Catholique romaine              | Une des quatre basiliques majeures de Constantin à Rome, très détériorée par un incendie en 1823.               |
| Basilique Santi Giovanni e Paolo                |       | Rome                     | Italie    | 398                | Catholique romaine              | Fresque intacte. Les maisons associées sont aujourd'hui un musée bien que la basilique serve encore.            |
| Église de Chora                                 |       | Istanbul                 | Turquie   | IVe siècle         | Église orthodoxe                | Structure du IVe siècle, mosaïque du XIIIe. Convertie en mosquée en 1501 puis en musée sous Atarturk.           |
| Hagia Irene                                     |       | Istanbul                 | Turquie   | IVe siècle         | Église orthodoxe                | Part du palais ottoman de Topkapı, aujourd'hui un musée et une salle de concert avec une excellente acoustique. |
| Basilique de Saint-Eustargie                    |       | Milan                    | Italie    | IVe siècle         | Catholique romaine              | Quelques ruines subsistent.                                                                                     |
| Église Saint-Georges de Sofia                   |       | Sofia                    | Bulgarie  | IVe siècle         | Église orthodoxe                | Plus ancienne église de Sofia et la seule de l'époque romaine.                                                  |
| Basilique Saint-Constantin                      |       | Trèves                   | Allemagne | IVe siècle         | Église protestante en Allemagne | Basilique de l'époque de Constantin convertie en temple protestant en 1856.                                     |
| Basilique Santa Pudenziana                      |       | Rome                     | Italie    | IVe siècle         | Catholique romaine              | Mosaïques subsistantes.                                                                                         |
| Basilique Saint-Clément-du-Latran               |       | Rome                     | Italie    | IVe siècle         | Catholique romaine              | Basilique reconstruite en 1100 sur un temple de Mithra du IIe siècle converti en basilique. Fresques anciennes. |
| Église Santa Costanza                           |       | Rome                     | Italie    | IVe siècle         | Catholique romaine              | Construit comme le mausolée de Constantin, Costanza. Quelques mosaïques d'époque subsistent.                    |
| Basilique des Quatre-Saints-Couronnés           |       | Rome                     | Italie    | IVe siècle         | Catholique romaine              | Abrité dans un espace vert de Rome.                                                                             |
| Abbaye de Saint-Maurice D'Agaune                |       | Saint-Maurice            | Suisse    | 515                | Catholique romaine              | Le plus ancien établissement monastique d'Occident chrétien toujours en activité.                               |
| Église Saint-Jean-Baptiste de Baños de Cerrato  |       | Venta de Baños           | Espagne   | 661                | Catholique romaine              | Considérée comme l'église la plus ancienne d'Espagne.                                                           |
| Basilique des Quatre-Saints-Couronnés           |       | Rome                     | Italie    | IVe siècle         | Catholique romaine              | Abrité dans un espace vert de Rome.                                                                             |
| Église San Pedro de la Nave                     |       | San Pedro de la Nave     | Espagne   | fin du VIIe siècle | Catholique romaine              | Considérée comme l'une des plus anciennes d'Espagne.                                                            |
| Église Sainte-Marie de Quintanilla de las Viñas |       | Quintanilla de las Viñas | Espagne   | fin du VIIe siècle | Catholique romaine              | Considérée comme l'une des plus anciennes d'Espagne.                                                            |